# OASIS
OASIS格式，全称Open Artwork System Interchange Standard，是一个檔案格式。通常OASIS用于保存集成电路版图信息。
早期的集成电路版图信息是以GDSII格式儲存，随着集成电路的工艺不断前进，版图的多边形和其他信息大量增加，原有的GDSII格式檔案過大。推出OASIS的目的原是成为GDSII格式的后继格式。
创建OASIS格式始于2001年。2004年3月，1.0版本推出。